# پیریچه
پیریچه (به مجاری:  Piricse) یک منطقهٔ مسکونی در مجارستان است که در سابولچ-ساتمار-برگ واقع شده‌است. پیریچه ۳۶٫۹۹ کیلومتر مربع مساحت و ۱٬۸۷۱ نفر جمعیت دارد.